# Armando Perna
Armando Perna (Palermo, 25 aprile 1981) è un dirigente sportivo, allenatore di calcio ed ex calciatore italiano, di ruolo difensore, responsabile scouting dell'Empoli.

## Caratteristiche tecniche
Giocava prettamente come difensore centrale ma poteva occupare tutti i ruoli della retroguardia.

## Carriera

### Giocatore
Cresciuto nelle squadre di calcio della sua città, la Panormus prima e il Palermo poi, debutta con la società rosanero a 18 anni nella stagione 1998-1999 in Serie C1, dove viene spesso aggregato alla prima squadra. Dopo le prime 6 presenze in campionato da professionista nella prima stagione, a 4 partite in Coppa Italia all'inizio dell'annata successiva, va a giocare con l'Udinese in Serie A, senza esordire in massima serie. Tornato a Palermo nella stagione successiva, quella della promozione del Palermo in Serie B, vede ancora Perna conquistare altre 5 presenze in Serie C1, tre in Coppa Italia di Serie C e una nella Supercoppa di Serie C poi persa nel doppio confronto col Modena. Non gioca in Serie B poiché viene girato in prestito al Livorno, insieme all'altro palermitano Maurizio Ciaramitaro, per due stagioni, totalizzando 22 presenze.
Nell'estate 2003 viene acquistato dalla Salernitana, dove diventa titolare con l'allenatore Stefano Pioli collezionando 38 presenze nella serie cadetta e anche un gol contro l'Atalanta. La stagione successiva Pioli passa ad allenare il Modena e convince la dirigenza emiliana ad acquistare il giocatore. Dopo due stagioni, il tecnico parmense lo porta con sé anche quando diventa allenatore della squadra della sua città, il Parma, che lo acquista in comproprietà a gennaio 2007. Durante la stagione Pioli viene sostituito da Claudio Ranieri, e Perna perde il posto di titolare. Nel corso del mercato estivo del 2007 viene riscattato a parametro zero dal Modena. In quattro anni gioca 133 partite in Serie B con una rete all'attivo, dunque il 29 maggio 2011 gli viene rinnovato il contratto.
Il 27 agosto 2013 passa al Padova, sottoscrivendo un accordo con la società biancoscudata fino al termine della stagione. Il 26 agosto 2014 firma con la Correggese, compagine militante in Serie D. 
Il 14 gennaio 2015 passa alla Paganese. Nell'estate 2015 passa all'AltoVicentino, formazione veneta militante nel campionato di Serie D. Al termine della stagione viene eletto miglior calciatore del campionato di quarta serie. Nell'estate 2017 sale di categoria firmando per la Maceratese. Al termine della stagione firma per la squadra neopromossa Mestre militante in Serie C.
Terminata la stagione con il Mestre, torna a Modena dopo cinque anni, con una nuova società rinata dopo il fallimento. Nel giugno 2020, la società non rinnova il suo contratto. Con 11 stagioni disputate in maglia canarina e 345 presenze, è il secondo giocatore con più gettoni in maglia modenese. Ad agosto passa al Legnago, con cui collezione 32 presenze in campionato e 2 presenze nei play-out contro il Ravenna, al termine dei quali raggiunge la salvezza con la compagine veneta.

### Dopo il ritiro
Il 16 giugno 2021 annuncia il ritiro dal calcio giocato e contestualmente il suo ingresso nello staff tecnico del Legnago, di cui è stato capitano, con il ruolo di vice dell'allenatore Michele Serena.
Nell'estate 2022 entra nello staff dirigenziale del Cosenza come collaboratore del direttore sportivo Roberto Gemmi, terminando l'esperienza calabrese nel giugno 2024. Dopo qualche settimana segue Gemmi all'Empoli andando a ricoprire il ruolo di responsabile scouting.

## Controversie
Coinvolto nello scandalo del Calcioscommesse del 2011 insieme ad altre personalità, è risultato indagato dalla procura di Cremona il 1º giugno 2012, il 17 luglio 2013 e il 9 febbraio 2015 quando, terminate le indagini, viene accusato di frode sportiva. Il 21 ottobre 2015 è rinviato a giudizio. Nel 2016 è stato assolto dalla giustizia sportiva ritenendo infondate le accuse mosse nei suoi confronti, mentre dal punto di vista della giustizia ordinaria il caso è finito in prescrizione.

## Statistiche

### Presenze e reti nei club
| Stagione        | Squadra         | Campionato      | Campionato | Campionato | Coppe nazionali | Coppe nazionali | Coppe nazionali | Coppe continentali | Coppe continentali | Coppe continentali | Altre coppe | Altre coppe | Altre coppe | Totale | Totale |
| Stagione        | Squadra         | Comp            | Pres       | Reti       | Comp            | Pres            | Reti            | Comp               | Pres               | Reti               | Comp        | Pres        | Reti        | Pres   | Reti   |
| --------------- | --------------- | --------------- | ---------- | ---------- | --------------- | --------------- | --------------- | ------------------ | ------------------ | ------------------ | ----------- | ----------- | ----------- | ------ | ------ |
| 1998-1999       | Palermo         | C1              | 6          | 0          | CI-C            | 0               | 0               | -                  | -                  | -                  | -           | -           | -           | 6      | 0      |
| ago. 1999       | Palermo         | C1              | -          | -          | CI+CI-C         | 4+0             | 0               | -                  | -                  | -                  | -           | -           | -           | 4      | 0      |
| ago. 1999-2000  | Udinese         | A               | 0          | 0          | CI              | 0               | 0               | CU                 | 0                  | 0                  | -           | -           | -           | 0      | 0      |
| 2000-2001       | Palermo         | C1              | 5          | 0          | CI-C            | 3               | 0               | -                  | -                  | -                  | SL-C1       | 1           | 0           | 9      | 0      |
| ago. 2001       | Palermo         | B               | -          | -          | CI              | 0               | 0               | -                  | -                  | -                  | -           | -           | -           | 0      | 0      |
| Totale Palermo  | Totale Palermo  | Totale Palermo  | 11         | 0          |                 | 7               | 0               |                    | -                  | -                  |             | 1           | 0           | 19     | 0      |
| ago. 2001-2002  | Livorno         | C1              | 12         | 0          | CI+CI-C         | 0+7             | 0               | -                  | -                  | -                  | SL-C1       | 2           | 0           | 21     | 0      |
| 2002-2003       | Livorno         | B               | 10         | 0          | CI              | 2               | 0               | -                  | -                  | -                  | -           | -           | -           | 12     | 0      |
| Totale Livorno  | Totale Livorno  | Totale Livorno  | 22         | 0          |                 | 9               | 0               |                    | -                  | -                  |             | 2           | 0           | 33     | 0      |
| 2003-2004       | Salernitana     | B               | 38         | 1          | CI              | 3               | 0               | -                  | -                  | -                  | -           | -           | -           | 41     | 1      |
| 2004-2005       | Modena          | B               | 24         | 0          | CI              | 0               | 0               | -                  | -                  | -                  | -           | -           | -           | 24     | 0      |
| 2005-2006       | Modena          | B               | 38+2       | 0          | CI              | 1               | 0               | -                  | -                  | -                  | -           | -           | -           | 41     | 0      |
| 2006-gen. 2007  | Modena          | B               | 15         | 0          | CI              | 2               | 0               | -                  | -                  | -                  | -           | -           | -           | 17     | 0      |
| gen.-giu. 2007  | Parma           | A               | 6          | 0          | CI              | 2               | 0               | CU                 | 1                  | 0                  | -           | -           | -           | 9      | 0      |
| 2007-2008       | Modena          | B               | 27         | 0          | CI              | 0               | 0               | -                  | -                  | -                  | -           | -           | -           | 27     | 0      |
| 2008-2009       | Modena          | B               | 32         | 0          | CI              | 0               | 0               | -                  | -                  | -                  | -           | -           | -           | 32     | 0      |
| 2009-2010       | Modena          | B               | 35         | 0          | CI              | 1               | 0               | -                  | -                  | -                  | -           | -           | -           | 36     | 0      |
| 2010-2011       | Modena          | B               | 39         | 1          | CI              | 2               | 0               | -                  | -                  | -                  | -           | -           | -           | 41     | 1      |
| 2011-2012       | Modena          | B               | 36         | 0          | CI              | 2               | 0               | -                  | -                  | -                  | -           | -           | -           | 38     | 0      |
| 2012-2013       | Modena          | B               | 37         | 0          | CI              | 1               | 0               | -                  | -                  | -                  | -           | -           | -           | 38     | 0      |
| 2013-2014       | Padova          | B               | 9          | 0          | CI              | -               | -               | -                  | -                  | -                  | -           | -           | -           | 9      | 0      |
| 2014-gen. 2015  | Correggese      | D               | 13         | 1          | CI+CI-D         | - + 3           | 0               | -                  | -                  | -                  | -           | -           | -           | 16     | 1      |
| gen.-giu. 2015  | Paganese        | LP              | 11         | 0          | CI-LP           | -               | -               | -                  | -                  | -                  | -           | -           | -           | 11     | 0      |
| 2015-2016       | AltoVicentino   | D               | 29+1       | 0          | CI+CI-D         | 0+2             | 0               | -                  | -                  | -                  | -           | -           | -           | 32     | 0      |
| 2016-2017       | Maceratese      | LP              | 27         | 0          | CI+CI-LP        | - + 1           | 0               | -                  | -                  | -                  | -           | -           | -           | 28     | 0      |
| 2017-2018       | Mestre          | C               | 30+1       | 1          | CI-C            | 2               | 0               | -                  | -                  | -                  | -           | -           | -           | 33     | 1      |
| 2018-2019       | Modena          | D               | 31+3       | 0          | CI-D            | 1               | 0               | -                  | -                  | -                  | -           | -           | -           | 35     | 0      |
| 2019-2020       | Modena          | C               | 15         | 0          | CI-C            | 1               | 0               | -                  | -                  | -                  | -           | -           | -           | 16     | 0      |
| Totale Modena   | Totale Modena   | Totale Modena   | 329+5      | 1          |                 | 11              | 0               |                    | -                  | -                  |             | -           | -           | 345    | 1      |
| 2020-2021       | Legnago Salus   | C               | 32+2       | 0          | -               | -               | -               | -                  | -                  | -                  | -           | -           | -           | 34     | 0      |
| Totale carriera | Totale carriera | Totale carriera | 557+9      | 4          |                 | 40              | 0               |                    | 1                  | 0                  |             | 3           | 0           | 610    | 4      |

## Palmarès
- Campionato italiano Serie C1: 2

Palermo: 2000-2001 (girone B)
Livorno: 2001-2002 (girone A)